# Ferme à poinçon double

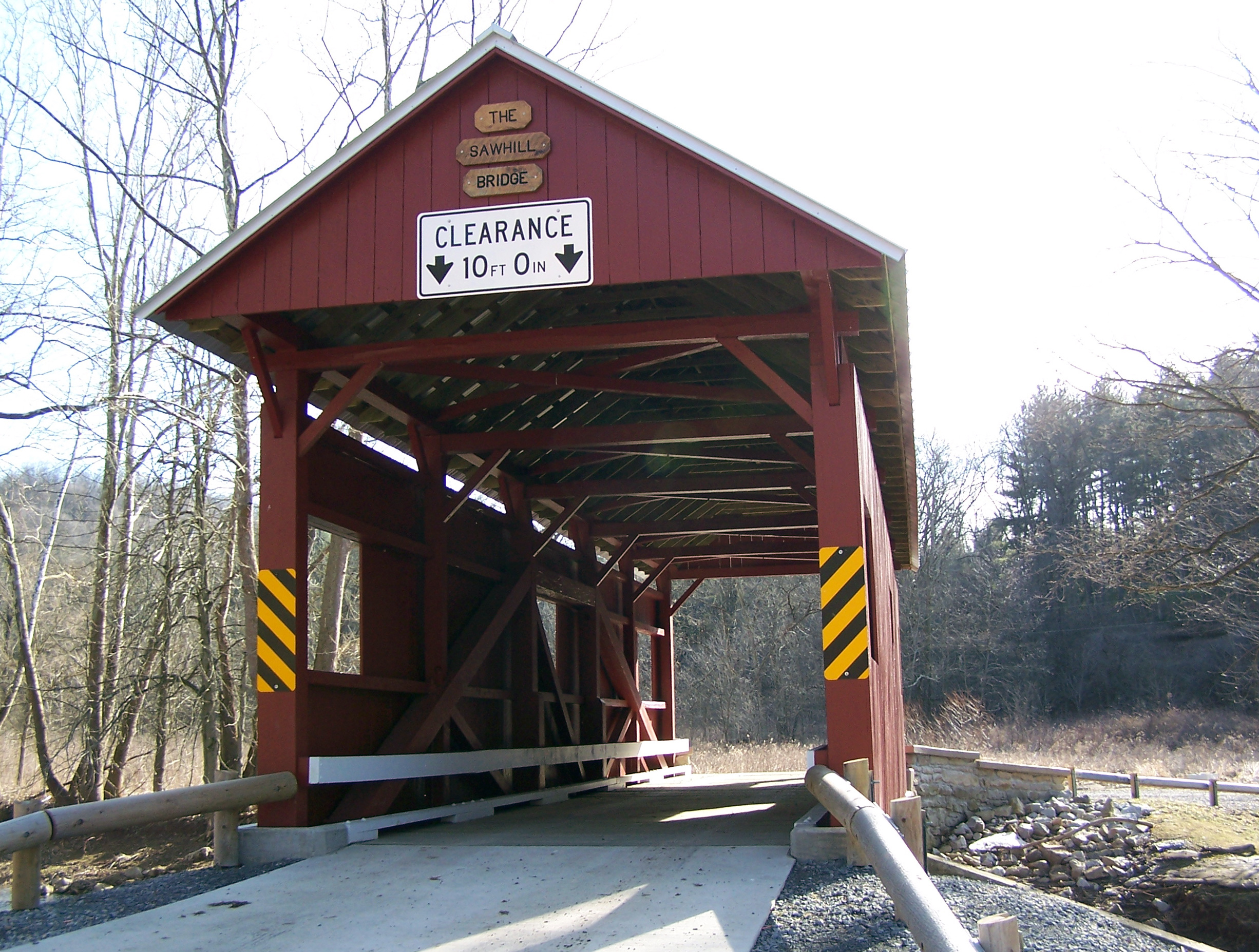
Pont couvert à poinçon double

La ferme à poinçon double est une ferme servant à la structure de pont en treillis.

## Caractéristique

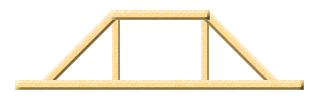
Schéma de la ferme à poinçon double

Dérivée de la ferme à poinçon simple, la ferme à poinçon double est composée de deux arbalétriers séparés par une poutre horizontale. Les deux poinçons permettent de répartir la charge du tablier vers le sommet, assurant ainsi la solidité de la structure. En bois, cette structure permet une portée de 6 à 24 m.

## Histoire
La ferme à poinçon double est apparue en Europe centrale durant la Renaissance. 